# كيربي غريغوري
كيربي غريغوري (بالإنجليزية: Kirby Gregory)‏ هو موسيقي بريطاني، ولد في 11 مارس 1953.

## وصلات خارجية
- كيربي غريغوري على موقع ميوزك برينز (الإنجليزية)
- كيربي غريغوري على موقع ديسكوغز (الإنجليزية)